# 貴陽オリンピック・スポーツセンター・スタジアム
貴陽オリンピック・スポーツセンター・スタジアム（きよう-、簡体字中国語: 贵阳奥林匹克体育中心体育场, 英: Guiyang Olympic Sports Center　Stadium）は、中国貴州省貴陽市にある多目的スタジアム。

## スタジアム
収容人数は52,000人、総敷地面積は257,000平方メートル。スタジアムは52,000名収容で、サッカー、陸上競技などに対応。

## 体育館
体育館は最大8,000名収容。

## 水泳場
水泳場は世界水連認定のプールで最大3,000名収容。

## テニス場
テニス場はハードコート17面。